# Sulcus nervi radialis

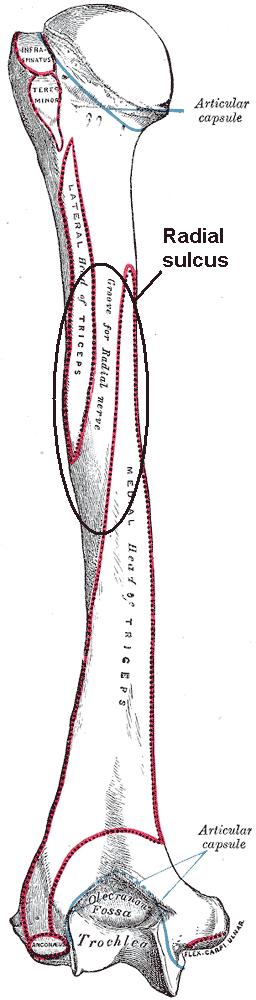
A felkarcsont (az ellipszis jelöli az árkot)

A sulcus nervi radialis egy árok, melyben a nervus radialis fut a felkarcsonton (humerus). A felkarcsont közepének a külső oldalán található a ferde irányú durva mélyedés.